# Sheila Cooper
Sheila Cooper  (* 30. November 1960 in Grimsby (Ontario); † 21. Juni 2021 in Wien) war eine kanadische Jazzmusikerin (Gesang, Altsaxophon, auch Flöte, Komposition).
Cooper studierte nach ihrer Übersiedlung nach New York bei Lee Konitz, um dann in den bekannten Jazzclubs der Stadt, darunter im Blue Note, Birdland, der Knitting Factory und im Five Spot zu arbeiten. Zur Unterstützung ihres ersten Albums Since You Were Min Mine, das sie 1997 mit Renee Rosnes, Scott Colley und Billy Drummond eingespielt hatte, tourte sie auch in Europa. Ihre nachfolgende CD war While the World is in Slumber, aufgenommen um 2003, mit ihren charakteristischen skurrilen, aber eleganten Interpretationen populärer Standards sowie auch zwei Eigenkompositionen (eine Gesangs- und eine Instrumentalkomposition). Nach ihrem Umzug nach Wien nahm sie im Duo mit Fritz Pauer das Album Tales of Love and Longing (Candid Records 2007) auf; darauf sang sie Standards wie „He's Funny That Way“, „I'm a Fool to Want You“, „How Deep Is the Ocean“, „Lonely Woman“, „Body and Soul“ und „So in Love“. Ihr letztes Album, Phoenix Raising, spielte Sheila Cooper 2013 mit Gary Versace, John Hart, Ed Howard und Billy Drummond ein. Im Bereich des Jazz war sie laut Tom Lord zwischen 1972 und 2019 an acht Aufnahmesessions beteiligt, u. a. mit der NewYorkestra Big Band (Urban Soundscapes, 2002) und auf der 2001 in Köln entstandenen Produktion Reinventing the World (Intuition Records) von Andy Middleton, mit dem sie bis kurz vor ihrem Tod verheiratet war.